# Muertos S.L.
Muertos S.L. és una sèrie de televisió per internet espanyola de comèdia negra de situació creada per Alberto Caballero, Daniel Deorador, Julián Sastre, Nando Abad i Araceli Álvarez de Sotomayor per a Movistar Plus+. Està produïda per Contubernio Films i protagonitzada per Carlos Areces. Es va estrenar a Movistar Plus+ el 4 d'abril del 2024.
El 25 de gener del 2024, Movistar Plus+ va renovar la sèrie per una segona temporada abans de l'estrena de la primera. A finals d'octubre del 2024 es va anunciar oficialment la renovació per una tercera temporada, ja finalitzant el seu rodatge en aquestes dates.

## Trama
Quan mor Gonzalo Torregrosa, propietari i fundador de la Funerària Torregrosa, Dámaso Carrillo (Carlos Areces), la seva mà dreta a l'empresa, no dubta que el millor per a la continuïtat del negoci és que ell assumeixi el comandament. Però, contra tot pronòstic, Nieves, la septuagenària vídua, decideix posar-se al capdavant de l'empresa familiar, ajudada pel seu inútil i entusiasta gendre, Chemi, i en contra dels plans de les filles de tancar i muntar un gimnàs. Mentre Dámaso conspira i manipula els seus companys contra la nova direcció, l'empresa s'enfrontarà a la competència, la funerària Transitus, i al seu pla per expandir el seu negoci, i un cas a l'estil #metoo, que amenaçaran el llegat de Gonzalo Torregrosa.

## Repartiment
- Carlos Areces com Dámaso Carrillo
- Gerald B. Fillmore com a Abel
- Aitziber Garmendia com Olivia
- Ascen López com a Nieves
- Diego Martín com a Chemi
- Salva Reina com a Nino
- Roque Ruiz com a Pablo Morales
- Amaia Salamanca com Vanesa Hernández (Episodi 1 - Episodi 3; Episodi 5 - Episodi 8)
- Adriana Torrebejano com a Manuela
- Manolo Cal com Anselmo
- Lorea Intxausti com a Laia
- Bárbara Santa-Cruz com a Pilar Torregrosa (Episodi 1 - Episodi 4; Episodi 6 - Episodi 8)
- Lucía Quintana com a Milagros Torregrosa (Episodi 1 - Episodi 3; Episodi 5 - Episodi 8)
- Elia Galera com a Luisa (Episodi 5; Episodi 7 - Episodi 8)

## Enllaços exteriors
- Muertos S.L. a Movistar Plus+